# РТК 2
РТК 2 је телевизијска станица у склопу Радио-телевизије Косова са седиштем у Приштини. Основана је у јуну 2013. као телевизијска станица намењена мањинским народима на Косову и Метохији (неалбанцима). Програм углавном емитује на српском језику, као и бошњачком, турском и ромском језику.

## Историја
Пре покретања РТК 2, мањински народи на Косову и Метохији имали су посебан програм на свом језику на основном јавном РТК 1. Након покретања РТК 2, сви програми мањима прешли су на РТК 2 и почели да се емитују тамо, а самим тим и стварање нових програма.
У јуну 2013. РТК 2 је имао 50 запослених. Иако је већина програма бити на српском језику, директор РТК 2 Жарко Јоксимовић изјавио је да РТК 2 неће бити чисто српски канал, већ да ће такође емитовати програме на бошњачком, турском и ромском језику.